# Papavo
I Papavo sono un gruppo etnico del Brasile che ha una popolazione stimata in circa 206 individui. Parlano la lingua Papavo (codice ISO 639: PPV) e sono principalmente di fede animista.
Vivono nello stato brasiliano dell'Acre, nei pressi del fiume Taramacá.